# Новий Яр
Но́вий Яр — село в Україні, у Яворівському районі Львівської області. Населення становить 65 осіб. Орган місцевого самоврядування — Яворівська міська рада.
Знаходиться у місці впадіння малої р. Терешка у Шкло (басейн Вісли), за 8 км від районого. Узгір’я: На Ліску (281 м), Малешна (258 м), Турашова (294 м).
Історична назва — Новий Яжів (від 1946 — Новий Яр). Вперше згадується у писемних джерелах 1498. У 1762 поблизу Нового Яжева італійський лікар Марсілі відкрив сірчане джерело. Після 1-го поділу Польщі 1772 — у складі Австрії. 1919 - 1939 — знову у складі Польщі. У вересні 1939 увійшли радянські війська. Жителі зазнали сталінських репресій. Від червня 1941 до липня 1944 — під німецькою окупацією. До середини 1950-х рр. в околицях вели збройну боротьбу загони ОУН–УПА. У 1960–80-х рр. неподалік видобували сірчану руду, внаслідок чого довколишні ландшафти зазнали значних руйнувань, а також зникла давня дорога зі Львова до Яворова. 
Пам’ятка архітектури національного значення — дерев’яна церква св. Параскеви (зведена 1516, перебудована 1640 і 1748). У 1679 вона отримала привілей від польського короля Яна III Собеського. 1801 поряд з храмом споруджено дерев’яну стовпову триярусну дзвіницю. Діяла церковна парафіяльна школа. 
Серед видатних уродженців — педагог, громадський діяч, ректор Львівського університету Яків Ґеровський.

## Відомі люди
- о. Геровський Яків Симеонович — український педагог, релігійний та громадський діяч, священник УГКЦ. Професор, доктор богослов'я (1836 рік), уродженець села.[2]